# Домрачева, Дарья Владимировна
Да́рья Влади́мировна До́мрачева (бел. Дар’я Уладзіміраўна Домрачэва; род. 3 августа 1986, Минск) — белорусская биатлонистка, четырёхкратная олимпийская чемпионка, двукратная чемпионка мира (2012 и 2013), обладательница Кубка мира 2014/15, обладательница 6 малых Хрустальных глобусов Кубка мира по биатлону, заслуженный мастер спорта Республики Беларусь. Самая титулованная спортсменка в истории зимних Олимпийских игр по биатлону, а также первая в мире биатлонистка, одержавшая три победы в личных гонках. В день завоевания третьей золотой медали на Играх 2014 года Дарье было присвоено звание «Герой Беларуси», она стала первой в истории страны женщиной, удостоенной высшей награды Республики Беларусь (одна из четырёх ныне живущих Героев Беларуси).
Единственная в истории женского биатлона четырёхкратная олимпийская чемпионка по биатлону.
Обладательница мирового рекорда среди женщин по прорывам в гонках преследования.
14 лет жила в Нягани (Ханты-Мансийский Автономный Округ), где начала заниматься биатлоном.
25 июня 2018 года в возрасте 31 года объявила о завершении профессиональной спортивной карьеры.
Самый титулованный спортсмен – представитель Республики Беларусь на Олимпийских играх.

## Биография
Дарья Домрачева родилась 3 августа 1986 года в Минске в семье архитекторов. Через четыре года вместе с родителями уехала в Сибирь, в строящийся город Нягань. Занималась танцами и баскетболом, в 1992 году, вслед за старшим братом, начала заниматься лыжными гонками. Проводя практически всё своё время на тренировках, сборах и соревнованиях, училась в школе на «хорошо» и «отлично». Летние каникулы проводила в Минске.
В 1999 году начала заниматься биатлоном. Первым тренером спортсменки по биатлону стал Альберт Мусин.
Окончила гимназию, где училась в экономико-правовом классе, и поступила на 2-й курс Тюменского университета, факультет — спортивный менеджмент. В 2003 году переехала с семьёй обратно в Минск. В БГЭУ не было факультета спортивного менеджмента, поэтому Домрачева перешла на кафедру управления туризмом. В 2009 году защитила диплом по теме «Реклама в индустрии туризма». В этом же году вновь стала студенткой БГЭУ по специальности «Хозяйственное право» и в 2015 году получила второй диплом о высшем образовании.
В 2010 году Домрачева представила авторскую киноленту «Дарья Домрачева. Представляя Беларусь». Фильм снят в формате видеодневника. Режиссёром и соавтором стал Максим Субботин.
До июня 2014 года служила в белорусском КГБ, так как Федерация биатлона закреплена именно за этим ведомством. Согласно биографии на официальном сайте физкультурно-спортивного общества «Динамо», дослужилась до звания старшего лейтенанта.
Домрачеву на Полесье увековечили в дереве.

## Биатлонная карьера
В начале карьеры Домрачева выступала за Россию, но в начале 2004 года глава СБР Александр Тихонов объявил о её бесперспективности и поручил отчислить из сборной. Вскоре Домрачева получила предложение от старшего тренера женской сборной выступать за Беларусь. Она согласилась и начала тренироваться в составе сборной, но права выступать за неё пришлось ждать около года. На тот момент Домрачева уже была многократной чемпионкой России среди юниоров, призёром соревнований европейского уровня и становилась 15-й в индивидуальной гонке на чемпионате мира 2004 года среди девушек. Позже Домрачева заявляла, что с детства хотела выступать за Белоруссию, так как у неё белорусские корни
Первым крупным международным стартом за сборную Белоруссии стал чемпионат мира среди юниоров 2005 года, где в первой гонке (индивидуальной) стала 40-й. На одном из рубежей отвалился диоптр, в результате чего на третьей стрельбе было допущено пять промахов из пяти возможных. Следующие две гонки — спринт и преследование Домрачева выиграла. Через год с аналогичного первенства увезла лишь бронзу за гонку преследования.
В Кубке мира дебютировала 1 декабря 2006 года (сезон 2006/07) в рамках 1-го этапа в шведском Эстерсунде в спринтерской гонке, показав 16-й результат (став второй из пяти белорусских спортсменок). На юниорском первенстве мира 2007 года ей дважды удалось прийти к финишу второй — в спринте и преследовании.
В сезоне 2008/09 начала регулярно попадать в десять лучших по итогам гонки. На этапе в Оберхофе в гонке с массового старта Домрачева, возглавляя гонку и придя на второй огневой рубеж первой, вместо стрельбы лёжа отстрелялась стоя, не добившись, к тому же, ни одного попадания. Ей пришлось сойти с дистанции. В рамках 5-го этапа Кубка мира впервые попала на подиум в личной гонке — заняла 3-е место. После этого успеха последовали ещё два подиума. На чемпионате мира 2009 поставила рекорд по количеству отыгранных мест в гонке преследования среди женщин — 48 позиций.
Год спустя также в масс-старте в Оберхофе Домрачева была лидером гонки перед третьей стрельбой с достаточно большим преимуществом. Но три выстрела были отправлены по чужой мишени. Поняв ошибку, Домрачева продолжила стрельбу по своей мишени, но полученные 4 штрафных круга не позволили бороться за победу в гонке.
На этапе в Контиолахти Кубка мира 2009—2010 Домрачева выиграла спринт, а затем и гонку преследования. На следующем этапе (Холменколлен) заняла второе место в личных гонках, уступив лишь немке Симоне Хаусвальд.
В сезоне 2010/11 годов выиграла две медали на чемпионате мира в Ханты-Мансийске — «серебро» в масс-старте и «бронзу» в эстафете. В общем зачёте Кубка мира 2010—2011 годов заняла шестое место.
Сезон 2011/12 годов стал лучшим в карьере Домрачевой. В Кубке мира она впервые на равных конкурировала с лидером мирового биатлона немкой Магдаленой Нойнер. Нойнер объявила сезон 2011—2012 годов заключительным в своей карьере и стремилась к победам во всех дисциплинах, но интрига в борьбе за Большой Хрустальный глобус сохранялась до конца сезона. Преимущество Нойнер в скорости было нивелировано такой же скоростью Домрачевой. В стрельбе Домрачева также стала значительно стабильнее. Восемнадцать раз она поднималась на пьедестал почёта в различных гонках сезона. Впервые в своей карьере стала чемпионкой мира, завоевав «золото» в гонке преследования на чемпионате мира в Рупольдинге. По итогам сезона Домрачева заняла второе место в общем зачёте Кубке мира с отставанием от Нойнер в 28 очков, выиграла два малых хрустальных глобуса — в преследовании и масс-старте, была второй в зачёте спринта и третьей в индивидуальных гонках.
В преддверии кубкового сезона 2012/13 годов Домрачева считалась фавориткой. Однако, результаты оказались неоднозначными. Великолепные старты сочетались с откровенными провалами. Главной причиной неудач стала нестабильная стрельба, хотя в скоростном компоненте она по-прежнему оставалась одной из лучших. На чемпионате мира в чешском Нове-Место Домрачева выиграла второе золото в карьере — в масс-старте. Всего в сезоне 2012/13 годов Домрачева выиграла три гонки Кубка мира и девять раз поднималась на подиум. В общем зачёте повторила прошлогодний результат, закончив сезон второй.

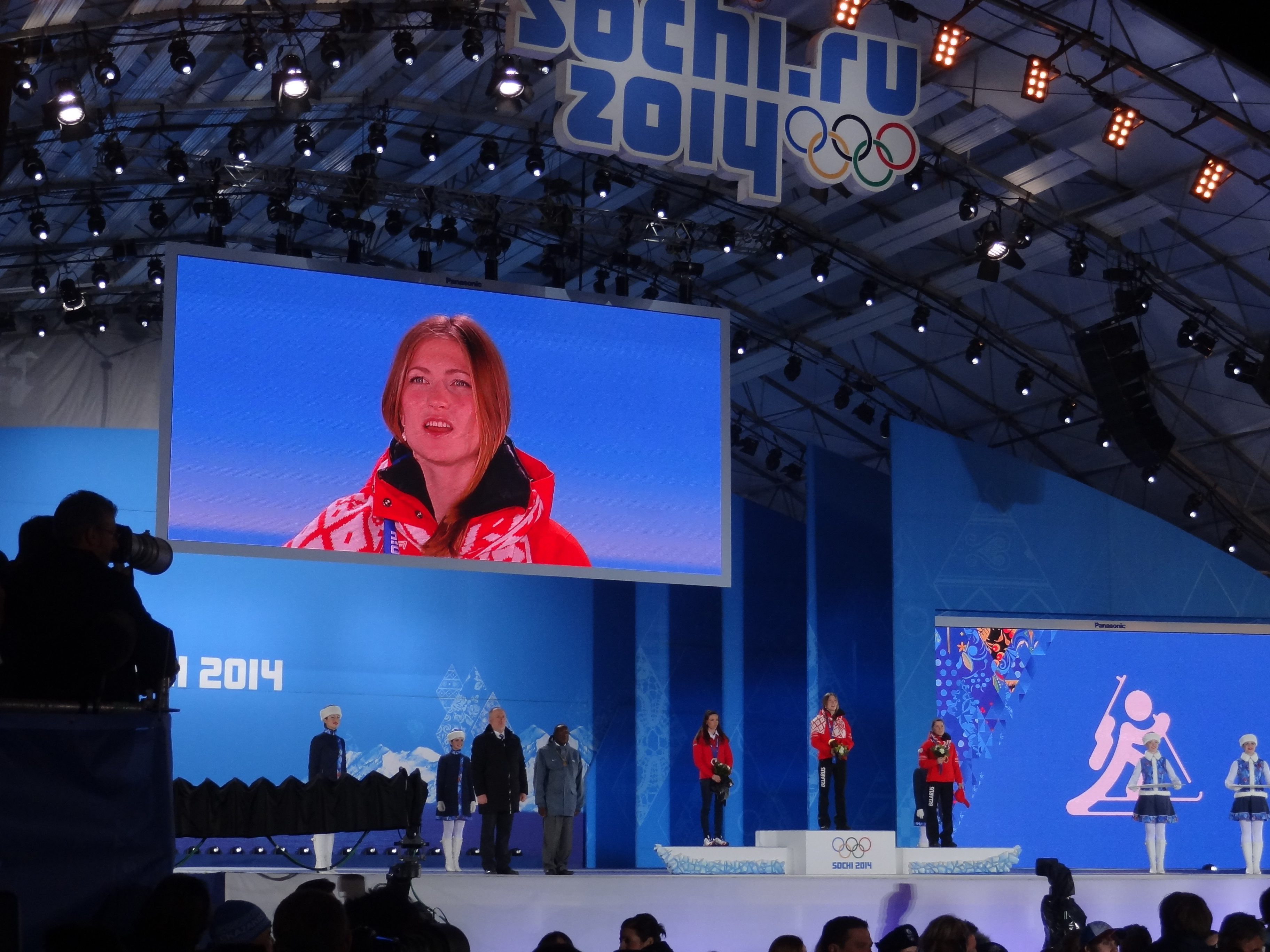
Церемония награждения на XXII Зимних Олимпийских Играх в Сочи

Впервые стала олимпийской чемпионкой 11 февраля 2014 года, выступая в гонке преследования на дистанции 10 км на Олимпийских играх — 2014 в Сочи. Занимая 9 место и уступая по результатам спринта от 9 февраля победительнице данной программы Анастасии Кузьминой 31,8 с, серебряному призёру Ольге Вилухиной 11,9 с, бронзовому призёру Вите Семеренко 10,1 с, Домрачева после второй стрельбы захватила лидерство в гонке, причём далее, после каждого огневого рубежа только упрочивала лидерство. И только на последнем, 4 огневом рубеже, лидируя более чем на 40 секунд, промахнулась последним 20-м выстрелом, что не помешало ей выйти на последний круг абсолютным лидером.
14 февраля завоевала свою вторую золотую медаль в индивидуальной гонке на 15 км, допустив один промах на втором огневом рубеже и показав отличную скорость на дистанции.
Рекордную награду принесла гонка с массовым стартом, в которой Домрачева совершила всего один промах. В этот же день президент республики Александр Лукашенко присвоил Домрачевой звание «Герой Беларуси».
В сезоне 2013/14 пропустила один этап перед Олимпиадой. Кроме того, в этом году впервые стали действовать правила, согласно которым результаты гонок в рамках Олимпийских Игр не учитывались в зачёте Кубка мира. Несмотря на это, итогом сезона стало третье место и Малый хрустальный глобус в гонках с массовым стартом.
В сезоне 2014/15 на заключительном этапе Кубка мира в Ханты-Мансийске, впервые в карьере выиграла общий зачёт, опередив свою главную соперницу Кайсу Мякяряйнен. Интересный факт: в гонке преследования на том этапе (предпоследней гонке в сезоне) она готовилась стрелять стоя вместо положенной стрельбы лёжа, но вовремя исправилась. Ошибка и последующая дисквалификация, возможно, стоила бы ей итоговой победы в Кубке.
Из-за болезни (мононуклеоза) приняла решение пропустить сезон 2015/16. В связи с беременностью и родами пропустила первые три этапа Кубка мира по биатлону 2016/2017. Вернулась в биатлон 6 января 2017 года на этапе Кубка мира в Оберхофе. И уже через 134 дня после рождения дочери она выиграла серебро на чемпионате мира в гонке преследования, стартовав на 27 позиции.
Олимпиада 2018 складывалась не очень удачно. Однако в масс-старте она смогла занять 2 место. А в эстафете команда Белоруссии (Надежда Скардино, Ирина Кривко, Динара Алимбекова, Дарья Домрачева) сенсационно выиграла первое командное зимнее олимпийское золото в истории сборной. Всех участниц «золотой» эстафеты наградили «Орденом за личное мужество».
После Олимпиады спортсменка выиграла несколько гонок и в общем зачёте остановилась на 3 позиции. В том же году, 25 июня она сообщила о завершении своей спортивной карьеры — это произошло на специально созванной пресс-конференции в НОК Республики Беларусь. В последнее время Дарья и её супруг проводят много времени в Норвегии и Австрии.
По мнению первого тренера Дарьи Домрачевой Андрея Дорошенко (именно к нему в Нягани пришла в лыжную секцию шестилетняя девочка Даша), спортсменка рано ушла из большого биатлона. Он отметил, что, согласно расчётам Уле-Эйнара Бьёрндалена, пик спортивной формы Дарьи приходится как раз на 2022 год и что ещё с одних Олимпийских игр она смогла бы привезти пару медалей своей стране. Тренер уверен, что «Домрачева одна, второй такой не будет».
В истории белорусского спорта Дарья Домрачева относится к числу спортсменов, получивших наибольшее количество золотых медалей на одной Олимпиаде — наряду с В. Щербо (6 медалей, Олимпиада 1992 года), О. Корбут (3 медали, 1972) и В. Парфеновичем (3 медали, 1980). Она первая из белорусских спортсменов постсоветского периода, кто награждён тремя золотыми медалями на одной зимней Олимпиаде, а также первая, кто получил три золотые медали на одной Олимпиаде из состава олимпийской команды Белоруссии (О. Корбут и В. Парфенович выступали в составе команд СССР, а В. Щербо — в составе Объединённой команды).

## Карьера тренера
В сентябре 2019 года возглавила женскую сборную Китая по биатлону, а её супруг, Уле-Эйнар Бьёрндален, стал главным тренером сборной Китая.

## Личная жизнь
5 апреля 2016 года стало известно, что Дарья ожидает ребёнка от норвежского биатлониста Уле-Эйнара Бьёрндалена. 16 июля 2016 года Домрачева и Бьёрндален поженились. 1 октября 2016 года в Минске у супругов родилась дочь Ксения.
17 июля 2023 года  Дарья и  Уле-Эйнар Бьёрндален во второй раз стали родителями.
Старший брат — Никита Владимирович Домрачев, архитектор.

## Общественная позиция

### Протесты в Беларуси (2020)
12 августа 2020 после начала протестов в Беларуси, связанных с президентскими выборами, и жестокого разгона манифестантов со стороны силовых структур Дарья Домрачева написала в Instagram: «Ситуации на улицах не могут не беспокоить... Хочу обратиться к жителям нашей прекрасной, любимой страны, к представителям обоих сторон конфликта: уважайте друг друга, слышьте друг друга и спокойно, цивилизованно решайте проблемы. Не впадайте в крайности, есть и другие, гуманные методы решения проблем. Мы все люди. Давайте оставаться людьми».
Это заявление вызвало критику со стороны пользователей интернета.
В тот же день Домрачева опубликовала в Instagram ещё один пост, в котором призвала белорусских силовиков «остановить насилие». Она заявила, что «любит мирную родную Беларусь». Спортсменка обратилась ко всем, кто «отдаёт распоряжения, руководителям отрядов ОМОНа», с призывом «остановить насилие» и «не допустить продолжения этого несправедливого ужаса на улицах». Домрачева выразила уверенность, что «любой конфликт можно решить мирным путём».
11 октября 2020 года в Минске во время очередного разгона демонстрантов был жестоко избит и задержан родной брат Дарьи Домрачевой Никита, случайно оказавшийся в эпицентре событий. 13 октября 
Дарья написала в фейсбуке: «Что-то делая, предпринимая какие-то шаги, важно рассчитывать на результат. Я абсолютно точно понимаю, что мой публичный гнев не решит общественных проблем <…> Я пока не вижу того своего шага, совершив который, смогу по-настоящему помочь решению проблем в стране. А вот со стороны государственных органов, чтобы урегулировать ситуацию и решить проблемы людей, должны найтись идеи поинтереснее, чем «завалили/арестовали/уволили». Не в первобытном же веке живём…». Домрачева указала на то, что в Беларуси есть проблемы, и бесполезно пытаться их решить, если «сотрясать воздух агрессивными словами с одной стороны» и «увольнять, арестовывать и дубасить людей на улицах» с другой стороны. По её мнению, такие действия «лишь ещё больше разъяряют противоположности, усугубляют ситуацию и накаляют обстановку». Своего брата Никиту в своей записи спортсменка не упоминала, что также вызвало критику пользователей сети.
Сама Домрачева ещё в июле 2020 года рассказывала в интервью: «Главное – я ценю то, что даже поздним вечером могу спокойно прогуляться по улицам Минска, не беспокоясь о своей безопасности, этим могут похвастаться далеко не все столицы мира».
3 декабря 2021 года, отвечая на вопрос о том, насколько сильно тревожит её всё, что связано с известными событиями в Беларуси и последующая реакция на эти события, Дарья ответила: «На сердце неспокойно, переживаю как любой нормальный человек. Хочется, чтобы страна процветала и развивалась, жила мирной жизнью. Любое государство в своей истории проходит через сложные времена. Верю, что Беларусь это преодолеет и всё у моей страны и моего народа сложится хорошо». На критику о том, что «Домрачева не выразила своего отношения», спортсменка отреагировала: «Если ориентироваться на возгласы и комментарии в сети, не знаю, как вообще жить на свете. Не считаю ориентиром чужое мнение, стараюсь руководствоваться собственными мыслями и ощущениями. Критикуют? У всех есть право. Как и на выбор отношения к критике».
Данный ответ в очередной раз был расценён многими читателями как двусмысленный и абстрактный.

### Вторжение РФ на Украину (2022)
22 марта 2022 года Домрачева в инстаграме высказалась по поводу вторжения России на Украину и последующего в этой связи отстранения российских и белорусских спортсменов от международных соревнований: «В свете всей ситуации конфликта в Украине, тяжело думать о приятном. Я переживаю и верю, что война скоро закончится и наступит мир. К сожалению, уже сегодняшних жертв катастрофически много. Ни одна политическая цель не должна стоить человеческих жизней. Жизнь бесценна и об этом кое-кому стоит вспомнить, чтобы решать конфликты другими, цивилизованными путями.
Говоря о спортивной сфере, я чувствую абсолютную несправедливость по отношению к тем спортсменам, которые не развязывали войн, являются противниками военных способов решения конфликтов, которые всей душой любят спорт и посвящают ему всю жизнь. Много человеческих судеб разрушено в ходе войны, но почему мы стремимся разрушить ещё больше судеб тех, кто не виновен в сегодняшней ситуации? Я считаю абсолютно наивным полагать, что отстранение белорусских и российских спортсменов от международных соревнований поможет решению военного конфликта. На мой взгляд, подобные меры лишь способствуют разжиганию розней среди людей.
Прежде чем говорить о глобальном, давайте начнём с себя, со своих человеческих качеств и своего окружения. Мы, люди из спорта, давайте со спорта и начнём. У Спорта есть все шансы нести в Миp МИР, объединять, а не разъединять, быть справедливым и честным. Я призываю использовать этот шанс. Хотелось бы видеть наказания, отстранения, дисциплинарные меры за конкретные нарушения конкретных людей. Печально читать комментарии спортсменов, поддерживающих подобные меры, спортсменов, кто жал руки, хлопал по плечу, поздравлял друг друга при попадании на пьедестал, обсуждал сложные моменты гонок, соревновался плечо к плечу, а сегодня только подпинывает в спину коллегу, чтобы вышвырнуть из борьбы. Давайте начнём с себя самих, возможно и мир вокруг тогда станет лучше. #peace».
Ряд спортсменов, в том числе из мира биатлона, а также обычные пользователи интернета раскритиковали высказывание белоруски.

## Результаты на крупнейших соревнованиях

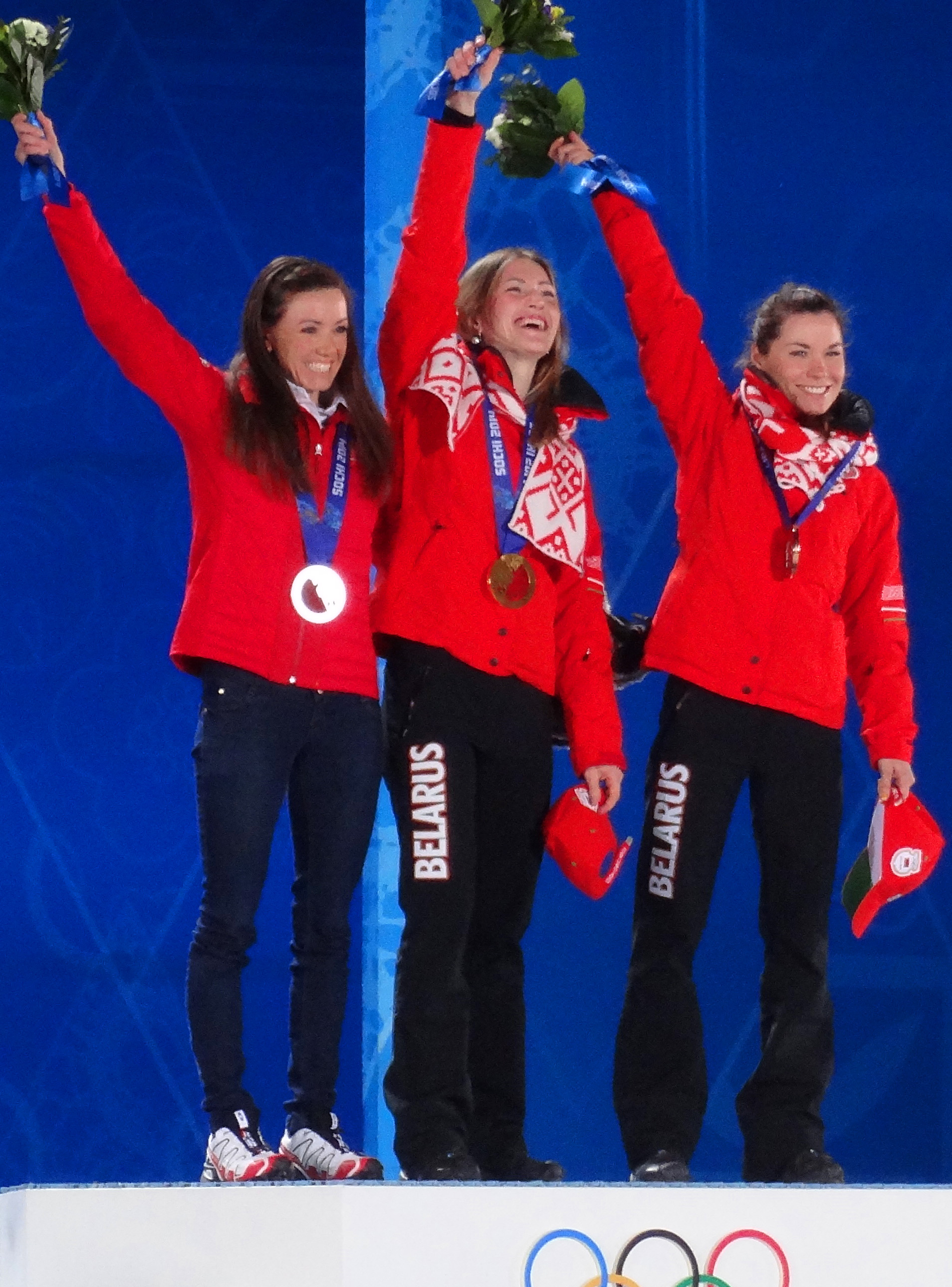
Призёры индивидуальной гонки на зимних Олимпийских играх 2014 года в Сочи

### Зимние Олимпийские игры
6 медалей (4 золотые, 1 серебряная, 1 бронзовая)
| Год  | Место проведения | Спринт | Гонка преследования | Индивид. гонка | Масс-старт | Эстафета | Смешанная эстафета |
| ---- | ---------------- | ------ | ------------------- | -------------- | ---------- | -------- | ------------------ |
| 2010 | Ванкувер         | 8      | 15                  | 3              | 6          | 7        | н/д                |
| 2014 | Сочи             | 8      | 1                   | 1              | 1          | 4        | —                  |
| 2018 | Пхёнчхан         | 9      | 37                  | 27             | 2          | 1        | 5                  |

### Чемпионаты мира
7 медалей (2 золотые, 4 серебряные, 1 бронзовая)
| Год  | Место проведения | Спринт                                             | Гонка преследования                                | Индивид. гонка                                     | Масс-старт                                         | Эстафета                                           | Смешанная эстафета |
| ---- | ---------------- | -------------------------------------------------- | -------------------------------------------------- | -------------------------------------------------- | -------------------------------------------------- | -------------------------------------------------- | ------------------ |
| 2007 | Антхольц         | 13                                                 | 22                                                 | —                                                  | DNF                                                | 5                                                  | 13                 |
| 2008 | Эстерсунд        | 46                                                 | 25                                                 | —                                                  | —                                                  | 5                                                  | 2                  |
| 2009 | Пхёнчхан         | 53                                                 | 5                                                  | 11                                                 | 6                                                  | 4                                                  | 9                  |
| 2010 | Ханты-Мансийск   | гонки не проводились в связи с Олимпийскими играми | гонки не проводились в связи с Олимпийскими играми | гонки не проводились в связи с Олимпийскими играми | гонки не проводились в связи с Олимпийскими играми | гонки не проводились в связи с Олимпийскими играми | 9                  |
| 2011 | Ханты-Мансийск   | 26                                                 | 35                                                 | 19                                                 | 2                                                  | 3                                                  | 10                 |
| 2012 | Рупольдинг       | 2                                                  | 1                                                  | 25                                                 | 5                                                  | 4                                                  | 6                  |
| 2013 | Нове-Место       | 43                                                 | 25                                                 | 33                                                 | 1                                                  | 7                                                  | 11                 |
| 2015 | Контиолахти      | 25                                                 | 7                                                  | 16                                                 | 4                                                  | 7                                                  | 4                  |
| 2017 | Хохфильцен       | 27                                                 | 2                                                  | 13                                                 | 19                                                 | 9                                                  | —                  |

### Первые места в гонках
| #   | Дата            | Место          | Вид         | Примечания |
| --- | --------------- | -------------- | ----------- | ---------- |
| 1.  | 13 марта 2010   | Контиолахти    | Спринт      | Кубок мира |
| 2.  | 14 марта 2010   | Контиолахти    | Преслед.    | Кубок мира |
| 3.  | 20 марта 2011   | Холменколлен   | Масс-старт  | Кубок мира |
| 4.  | 1 декабря 2011  | Эстерсунд      | Индивидуал. | Кубок мира |
| 5.  | 10 декабря 2011 | Хохфильцен     | Преслед.    | Кубок мира |
| 6.  | 22 января 2012  | Антерсельва    | Масс-старт  | Кубок мира |
| 7.  | 4 марта 2012    | Рупольдинг     | Преслед.    | ЧМ         |
| 8.  | 17 марта 2012   | Ханты-Мансийск | Преслед.    | Кубок мира |
| 9.  | 18 марта 2012   | Ханты-Мансийск | Масс-старт  | Кубок мира |
| 10. | 7 декабря 2012  | Хохфильцен     | Спринт      | Кубок мира |
| 11. | 17 февраля 2013 | Нове-Место     | Масс-старт  | ЧМ         |
| 12. | 7 марта 2013    | Сочи           | Индивидуал. | Кубок мира |
| 13. | 3 января 2014   | Оберхоф        | Спринт      | Кубок мира |
| 14. | 4 января 2014   | Оберхоф        | Преслед.    | Кубок мира |
| 15. | 11 февраля 2014 | Сочи           | Преслед.    | ОИ         |
| 16. | 14 февраля 2014 | Сочи           | Индивидуал. | ОИ         |
| 17. | 17 февраля 2014 | Сочи           | Масс-старт  | ОИ         |
| 18. | 9 марта 2014    | Поклюка        | Масс-старт  | Кубок мира |
| 19. | 20 марта 2014   | Холменколлен   | Спринт      | Кубок мира |
| 20. | 4 декабря 2014  | Эстерсунд      | Индивидуал. | Кубок мира |
| 21. | 20 декабря 2014 | Поклюка        | Преслед.    | Кубок мира |
| 22. | 11 января 2015  | Оберхоф        | Масс-старт  | Кубок мира |
| 23. | 18 января 2015  | Рупольдинг     | Масс-старт  | Кубок мира |
| 24. | 23 января 2015  | Антерсельва    | Спринт      | Кубок мира |
| 25. | 24 января 2015  | Антерсельва    | Преслед.    | Кубок мира |
| 26. | 8 февраля 2015  | Нове-Место     | Преслед.    | Кубок мира |
| 27. | 14 февраля 2015 | Холменколлен   | Спринт      | Кубок мира |
| 28. | 21 марта 2015   | Ханты-Мансийск | Преслед.    | Кубок мира |
| 29. | 8 декабря 2017  | Хохфильцен     | Спринт      | Кубок мира |
| 30. | 21 января 2018  | Антерсельва    | Масс-старт  | Кубок мира |
| 31. | 9 марта 2018    | Контиолахти    | Спринт      | Кубок мира |
| 32. | 18 марта 2018   | Холменколлен   | Преслед.    | Кубок мира |
| 33. | 23 марта 2018   | Тюмень         | Спринт      | Кубок мира |
| 34. | 25 марта 2018   | Тюмень         | Масс-старт  | Кубок мира |

### Кубок мира
| 2017/2018 Итоги | 2017/2018 Итоги | Эстерсунд | Эстерсунд | Эстерсунд | Эстерсунд | Эстерсунд | Хохфильцен | Хохфильцен | Хохфильцен | Анси | Анси | Анси | Оберхоф | Оберхоф | Оберхоф | Рупольдинг | Рупольдинг | Рупольдинг | Антхольц | Антхольц | Антхольц | ОИ Пхёнчхан (*) | ОИ Пхёнчхан (*) | ОИ Пхёнчхан (*) | ОИ Пхёнчхан (*) | ОИ Пхёнчхан (*) | ОИ Пхёнчхан (*) | Контиолахти | Контиолахти | Контиолахти | Контиолахти | Холменколлен | Холменколлен | Холменколлен | Тюмень | Тюмень | Тюмень |
| Очков           | Место           | Сусм      | См        | Инд       | Спр       | Пр        | Спр        | Пр         | Эст        | Спр  | Пр   | МС   | Спр     | Пр      | Эст     | Инд        | Эст        | МС         | Спр      | Пр       | МС       | Спр             | Пр              | Инд             | МС              | См              | Эст             | Спр         | Сусм        | См          | МС          | Спр          | Эст          | Пр           | Спр    | Пр     | МС     |
| 804             | 3               | —         | 11        | 14        | DNF       | —         | 1          | 3          | 7          | —    | —    | —    | 7       | 6       | 15      | 6          | 13         | 6          | 4        | 3        | 1        | 9               | 37              | 27              | 2               | 5               | 1               | 1           | —           | —           | 10          | 2            | 10           | 1            | 1      | 4      | 1      |

| 2016/2017 Итоги | 2016/2017 Итоги | Эстерсунд | Эстерсунд | Эстерсунд | Эстерсунд | Эстерсунд | Поклюка | Поклюка | Поклюка | Нове-Место | Нове-Место | Нове-Место | Оберхоф | Оберхоф | Оберхоф | Рупольдинг | Рупольдинг | Рупольдинг | Антхольц | Антхольц | Антхольц | ЧМ Хохфильцен | ЧМ Хохфильцен | ЧМ Хохфильцен | ЧМ Хохфильцен | ЧМ Хохфильцен | ЧМ Хохфильцен | Пхёнчхан | Пхёнчхан | Пхёнчхан | Контиолахти | Контиолахти | Контиолахти | Контиолахти | Холменколлен | Холменколлен | Холменколлен |
| Очков           | Место           | Сусм      | См        | Инд       | Спр       | Пр        | Спр     | Пр      | Эст     | Спр        | Пр         | МС         | Спр     | Пр      | МС      | Эст        | Спр        | Пр         | Инд      | МС       | Эст      | См            | Спр           | Пр            | Инд           | Эст           | МС            | Спр      | Пр       | Эст      | Спр         | Пр          | Сусм        | См          | Спр          | Пр           | МС           |
| 397             | 24              | —         | —         | —         | —         | —         | —       | —       | —       | —          | —          | —          | 36      | 33      | —       | 8          | 13         | DNS        | 26       | —        | 5        | —             | 27            | 2             | 13            | 9             | 19            | 20       | 13       | 10       | 3           | 4           | —           | —           | 21           | 12           | 8            |

| 2014/2015 Итоги | 2014/2015 Итоги | Эстерсунд | Эстерсунд | Эстерсунд | Эстерсунд | Хохфильцен | Хохфильцен | Хохфильцен | Поклюка | Поклюка | Поклюка | Оберхоф | Оберхоф | Оберхоф | Рупольдинг | Рупольдинг | Рупольдинг | Антхольц | Антхольц | Антхольц | Нове-Место | Нове-Место | Нове-Место | Нове-Место | Холменколлен | Холменколлен | Холменколлен | ЧМ Контиолахти | ЧМ Контиолахти | ЧМ Контиолахти | ЧМ Контиолахти | ЧМ Контиолахти | ЧМ Контиолахти | Ханты-Мансийск | Ханты-Мансийск | Ханты-Мансийск |
| Очков           | Место           | См        | Инд       | Спр       | Пр        | Спр        | Эст        | Пр         | Спр     | Пр      | МС      | Эст     | Спр     | МС      | Эст        | Спр        | МС         | Спр      | Пр       | Эст      | Сусм       | См         | Спр        | Пр         | Инд          | Спр          | Эст          | См             | Спр            | Пр             | Инд            | Эст            | МС             | Спр            | Пр             | МС             |
| 1094            | 1               | 11        | 1         | 5         | 4         | 8          | 2          | 12         | 6       | 1       | DNF     | 3       | 17      | 1       | 2          | 2          | 1          | 1        | 1        | 5        | —          | 10         | 4          | 1          | 2            | 1            | —            | 4              | 25             | 7              | 16             | 6              | 4              | 3              | 1              | 4              |

| 2013/2014 Итоги | 2013/2014 Итоги | Эстерсунд | Эстерсунд | Эстерсунд | Эстерсунд | Хохфильцен | Хохфильцен | Хохфильцен | Анси | Анси | Анси | Оберхоф | Оберхоф | Оберхоф | Рупольдинг | Рупольдинг | Рупольдинг | Антхольц | Антхольц | Антхольц | ОИ Сочи (*) | ОИ Сочи (*) | ОИ Сочи (*) | ОИ Сочи (*) | ОИ Сочи (*) | ОИ Сочи (*) | Поклюка | Поклюка | Поклюка | Контиолахти | Контиолахти | Контиолахти | Холменколлен | Холменколлен | Холменколлен |
| Очков           | Место           | См        | Инд       | Спр       | Пр        | Спр        | Эст        | Пр         | Эст  | Спр  | Пр   | Спр     | Пр      | МС      | Эст        | Инд        | Пр         | Спр      | Пр       | Эст      | Спр         | Пр          | Инд         | МС          | См          | Эст         | Спр     | Пр      | МС      | Спр         | Спр         | Пр          | Спр          | Пр           | МС           |
| 793             | 3               | 8         | 6         | 4         | отм       | 36         | 7          | 11         | —    | —    | —    | 1       | 1       | 3       | —          | 2          | 12         | 3        | 5        | —        | 8           | 1           | 1           | 1           | —           | 4           | 28      | 4       | 1       | 37          | 20          | 2           | 1            | 5            | 4            |

| 2012/2013 Итоги | 2012/2013 Итоги | Эстерсунд | Эстерсунд | Эстерсунд | Эстерсунд | Хохфильцен | Хохфильцен | Хохфильцен | Поклюка | Поклюка | Поклюка | Оберхоф | Оберхоф | Оберхоф | Рупольдинг | Рупольдинг | Рупольдинг | Антхольц | Антхольц | Антхольц | ЧМ Нове-Место | ЧМ Нове-Место | ЧМ Нове-Место | ЧМ Нове-Место | ЧМ Нове-Место | ЧМ Нове-Место | Холменколлен | Холменколлен | Холменколлен | Сочи | Сочи | Сочи | Ханты-Мансийск | Ханты-Мансийск | Ханты-Мансийск |
| Очков           | Место           | См        | Инд       | Спр       | Пр        | Спр        | Пр         | Эст        | Спр     | Пр      | МС      | Эст     | Спр     | Пр      | Эст        | Спр        | МС         | Спр      | Пр       | Эст      | См            | Спр           | Пр            | Инд           | Эст           | МС            | Спр          | Пр           | МС           | Инд  | Спр  | Эст  | Спр            | Пр             | МС             |
| 924             | 2               | 12        | 2         | 7         | 2         | 1          | 5          | 7          | DNS     | —       | 21      | 8       | 10      | 5       | 8          | 2          | 2          | 3        | 10       | 7        | 11            | 43            | 25            | 33            | 7             | 1             | 2            | 5            | 3            | 1    | 5    | 8    | 13             | 11             | 23             |

| 2011/2012 Итоги | 2011/2012 Итоги | Эстерсунд | Эстерсунд | Эстерсунд | Хохфильцен | Хохфильцен | Хохфильцен | Хохфильцен | Хохфильцен | Хохфильцен | Оберхоф | Оберхоф | Оберхоф | Нове-Место | Нове-Место | Нове-Место | Антхольц | Антхольц | Антхольц | Холменколлен | Холменколлен | Холменколлен | Контиолахти | Контиолахти | Контиолахти | ЧМ Рупольдинг | ЧМ Рупольдинг | ЧМ Рупольдинг | ЧМ Рупольдинг | ЧМ Рупольдинг | ЧМ Рупольдинг | Ханты-Мансийск | Ханты-Мансийск | Ханты-Мансийск |
| Очков           | Место           | Инд       | Спр       | Пр        | Спр        | Пр         | Эст        | Спр        | Пр         | См         | Эст     | Спр     | МС      | Инд        | Спр        | Пр         | Спр      | Эст      | МС       | Спр          | Пр           | МС           | См          | Спр         | Пр          | См            | Спр           | Пр            | Инд           | Эст           | МС            | Спр            | Пр             | МС             |
| 1188            | 2               | 1         | 5         | 16        | 5          | 1          | 5          | 2          | 3          | 10         | 5       | 2       | 7       | 5          | 10         | 4          | 3        | 2        | 1        | 2            | 3            | 2            | —           | 3           | 3           | 6             | 2             | 1             | 25            | 4             | 5             | 3              | 1              | 1              |

| 2010/2011 Итоги | 2010/2011 Итоги | Эстерсунд | Эстерсунд | Эстерсунд | Хохфильцен | Хохфильцен | Хохфильцен | Поклюка | Поклюка | Поклюка | Оберхоф | Оберхоф | Оберхоф | Рупольдинг | Рупольдинг | Рупольдинг | Антхольц | Антхольц | Антхольц | Преск-Айл | Преск-Айл | Преск-Айл | Форт-Кент | Форт-Кент | Форт-Кент | ЧМ Ханты-Мансийск | ЧМ Ханты-Мансийск | ЧМ Ханты-Мансийск | ЧМ Ханты-Мансийск | ЧМ Ханты-Мансийск | ЧМ Ханты-Мансийск | Холменколлен | Холменколлен | Холменколлен |
| Очков           | Место           | Инд       | Спр       | Пр        | Спр        | Эст        | Пр         | Инд     | Спр     | См      | Эст     | Спр     | МС      | Инд        | Спр        | Пр         | Спр      | Эст      | МС       | Спр       | См        | Пр        | Спр       | Пр        | МС        | См                | Спр               | Пр                | Инд               | МС                | Эст               | Спр          | Пр           | МС           |
| 862             | 6               | 35        | 3         | 8         | 2          | 7          | 3          | 18      | 21      | —       | 3       | 4       | 15      | 48         | 14         | 13         | 60       | 4        | 3        | 11        | —         | 3         | 6         | 8         | 3         | 10                | 26                | 35                | 19                | 2                 | 3                 | 3            | 2            | 1            |

| 2009/2010 Итоги | 2009/2010 Итоги | Эстерсунд | Эстерсунд | Эстерсунд | Хохфильцен | Хохфильцен | Хохфильцен | Поклюка | Поклюка | Поклюка | Оберхоф | Оберхоф | Оберхоф | Рупольдинг | Рупольдинг | Рупольдинг | Антхольц | Антхольц | Антхольц | ОИ Ванкувер | ОИ Ванкувер | ОИ Ванкувер | ОИ Ванкувер | ОИ Ванкувер | Контиолахти | Контиолахти | Контиолахти | Холменколлен | Холменколлен | Холменколлен | Ханты-Мансийск | Ханты-Мансийск | Ханты-Мансийск |
| Очков           | Место           | Инд       | Спр       | Эст       | Спр        | Пр         | Эст        | Инд     | Спр     | Пр      | Эст     | Спр     | МС      | Спр        | МС         | Эст        | Инд      | Спр      | Пр       | Спр         | Пр          | Инд         | МС          | Эст         | См          | Спр         | Пр          | Спр          | Пр           | МС           | Спр            | МС             | См             |
| 770             | 6               | 3         | 57        | 9         | 28         | 20         | 10         | 16      | 4       | 6       | 6       | 27      | 9       | 4          | 7          | —          | —        | —        | —        | 8           | 15          | 3           | 6           | 7           | 4           | 1           | 1           | 2            | 2            | 8            | 19             | 14             | 9              |

| 2008/2009 Итоги | 2008/2009 Итоги | Эстерсунд | Эстерсунд | Эстерсунд | Хохфильцен | Хохфильцен | Хохфильцен | Хохфильцен | Хохфильцен | Хохфильцен | Оберхоф | Оберхоф | Оберхоф | Рупольдинг | Рупольдинг | Рупольдинг | Антхольц | Антхольц | Антхольц | ЧМ Пхёнчхан | ЧМ Пхёнчхан | ЧМ Пхёнчхан | ЧМ Пхёнчхан | ЧМ Пхёнчхан | ЧМ Пхёнчхан | Уистлер | Уистлер | Уистлер | Тронхейм | Тронхейм | Тронхейм | Ханты-Мансийск | Ханты-Мансийск | Ханты-Мансийск |
| Очков           | Место           | Инд       | Спр       | Пр        | Спр        | Пр         | Эст        | Спр        | Инд        | Эст        | Эст     | Спр     | МС      | Эст        | Спр        | Пр         | Спр      | Пр       | МС       | Спр         | Пр          | Инд         | См          | МС          | Эст         | Инд     | Спр     | Эст     | Спр      | Пр       | МС       | Спр            | Пр             | МС             |
| 776             | 7               | 9         | 10        | 7         | 7          | DNF        | 6          | 16         | 16         | 5          | 7       | 6       | DNF     | 7          | 3          | 9          | 2        | 3        | 19       | 53          | 5           | 11          | 9           | 4           | 6           | —       | 10      | 8       | 9        | 6        | 4        | 8              | 21             | 4              |

| 2007/08 Итоги | 2007/08 Итоги | Контиолахти | Контиолахти | Контиолахти | Хохфильцен | Хохфильцен | Хохфильцен | Поклюка | Поклюка | Поклюка | Оберхоф | Оберхоф | Оберхоф | Рупольдинг | Рупольдинг | Рупольдинг | Антхольц | Антхольц | Антхольц | ЧМ Эстерсунд | ЧМ Эстерсунд | ЧМ Эстерсунд | ЧМ Эстерсунд | ЧМ Эстерсунд | ЧМ Эстерсунд | Пхёнчхан | Пхёнчхан | Пхёнчхан | Ханты-Мансийск | Ханты-Мансийск | Ханты-Мансийск | Холменколлен | Холменколлен | Холменколлен |
| Очков         | Место         | Инд         | Спр         | Пр          | Спр        | Пр         | Эст        | Инд     | Спр     | Эст     | Эст     | Спр     | МС      | Эст        | Спр        | Пр         | Спр      | Пр       | МС       | Спр          | Пр           | См           | Инд          | МС           | Эст          | Спр      | Пр       | См       | Спр            | Пр             | МС             | Спр          | Пр           | МС           |
| 226           | 26            | —           | 35          | 30          | 14         | DNF        | 9          | —       | 41      | 12      | 5       | 14      | —       | 8          | 25         | DNS        | 11       | 28       | 16       | 46           | 25           | 2            | —            | —            | 5            | 23       | 17       | —        | 7              | 7              | —              | 14           | 13           | 20           |

| 2006/07 Итоги | 2006/07 Итоги | Эстерсунд | Эстерсунд | Эстерсунд | Хохфильцен | Хохфильцен | Хохфильцен | Хохфильцен | Хохфильцен | Хохфильцен | Оберхоф | Оберхоф | Оберхоф | Рупольдинг | Рупольдинг | Рупольдинг | Поклюка | Поклюка | Поклюка | ЧМ Антхольц | ЧМ Антхольц | ЧМ Антхольц | ЧМ Антхольц | ЧМ Антхольц | ЧМ Антхольц | Лахти | Лахти | Лахти | Холменколлен | Холменколлен | Холменколлен | Ханты-Мансийск | Ханты-Мансийск | Ханты-Мансийск |
| Очков         | Место         | Инд       | Спр       | Пр        | Спр        | Пр         | Эст        | Спр        | Спр        | Эст        | Эст     | Спр     | Пр      | Эст        | Спр        | МС         | Спр     | Пр      | МС      | Спр         | Пр          | Инд         | См          | МС          | Эст         | Инд   | Спр   | Пр    | Спр          | Пр           | МС           | Спр            | Пр             | МС             |
| 297           | 22            | —         | 16        | 21        | 5          | 9          | 6          | —          | 26         | 6          | 5       | 30      | DNS     | —          | 13         | —          | —       | —       | —       | 13          | 22          | —           | 13          | DNF         | 5           | —     | 9     | 19    | 9            | 7            | —            | 21             | 6              | 23             |

### Победы
| Год     | Спринт                        | Гонка преследования                                   | Индивидуальная гонка    | Масс-старт                      | Общее |
| 2009-10 | Контиолахти                   | Контиолахти                                           |                         |                                 | 2     |
| 2010-11 |                               |                                                       |                         | Хольменколлен                   | 1     |
| 2011-12 |                               | Хохфильцен Рупольдинг (Чемпионат мира) Ханты-Мансийск | Эстерсунд               | Антерсельва Ханты-Мансийск      | 6     |
| 2012-13 | Хохфильцен                    |                                                       | Сочи                    | Нове-Место (Чемпионат мира)     | 3     |
| 2013-14 | Оберхоф Хольменколлен         | Оберхоф Сочи (Олимпийские игры)                       | Сочи (Олимпийские игры) | Сочи (Олимпийские игры) Поклюка | 7     |
| 2014-15 | Антерсельва Хольменколлен     | Поклюка Антерсельва Нове-Место Ханты-Мансийск         | Эстерсунд               | Оберхоф Рупольдинг              | 9     |
| 2017-18 | Хохфильцен Контиолахти Тюмень | Хольменколлен                                         |                         | Антерсельва Тюмень              | 6     |
| Общее   | 9                             | 11                                                    | 4                       | 10                              | 34    |

## Награды
- Герой Беларуси (2014)
- Орден «За личное мужество» (2018)

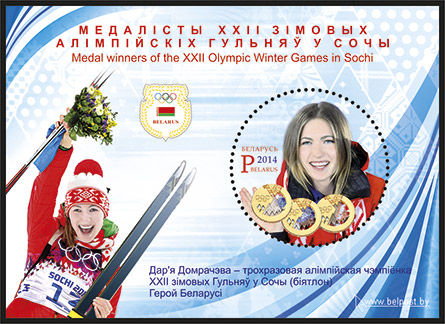
Почтовая марка Республики Беларусь

- Орден Отечества III степени (2012)[57]
- Заслуженный мастер спорта Республики Беларусь (2010)
- Лауреат специальной премии Президента Республики Беларусь «Белорусский спортивный Олимп» (2012)
- Лауреат Межгосударственной премии СНГ «Звёзды Содружества» (2017)
- Нагрудный знак Министерства спорта и туризма Республики Беларусь «За развитие физической культуры и спорта в Республике Беларусь» (2019)